# Gladys de La Lastra
Gladys de la Lastra (Penonomé, 6 de marzo de 1932-Ciudad de Panamá, 28 de septiembre de 2005) fue una compositora y educadora panameña, conocida por la tamborera Panamá soberana.

## Biografía
Gladys de la Lastra realizó sus estudios primarios en la escuela Simeón Conte y a los nueve años ya dominaba todos los acordes de la guitarra. Después de estudiar secundaria en el Instituto Nacional de Panamá, fue al conservatorio. Decidió seguir estudios de magisterio en la rama de la Educación Musical: piano, solfeo, armonía e historia de la música. Impartió clases de música -por primera vez- en la Escuela Estado de Israel en el Distrito de San Miguelito y a continuación en Panamá la Vieja. Además realizó estudios de Enfermería.

## Trayectoria
A los 17 años, comenzó a componer sus primeras canciones, manteniendo un fuerte carácter nacionalista a lo largo de su carrera. Fue en el año 1959 cuando compuso la tamborera Panamá soberana, que le valió el Premio Anayansi de Publicidad Interamericana S.A. (PISA) en 1961, y adicionalmente fue galardonada como la compositora del año. Panamá soberana fue considerada como un segundo himno nacional.
La princesa del Zaratí fue la primera composición que hizo con ritmo de bolero con motivo del Centenario de Coclé. Por esta obra ganó el Sello de Oro del Centenario de Coclé en 1961.
En 1981 ganó el primer lugar del Festival de la Canción Turística del Mediterráneo y América Latina, realizada en Estoril (Portugal) con el tamborito Tengo tengo.
El Círculo de Mujeres Intelectuales de Panamá (CIMIP) seleccionó como Mujer Intelectual del año 1996 a Gladys de la Lastra, en reconocimiento del desempeño profesional e intelectual. Desde su fundación el 8 de marzo de 1991, el CIMIP entrega una simbólica orquídea como una forma de visualizar el trabajo que realizan, a veces de manera callada, las mujeres que logran grandes aportes.
Gladys de la Lastra compuso en 2003 su última canción, Panamá chiquita, en conmemoración del centenario de la República de Panamá. Su producción musical se acercó a las doscientas canciones, en las que principalmente exaltó los valores de la patria, la campiña interoriana y el sentimiento de soberanía.
En el marco de la Feria Artesanal 2005, en ATLAPA, fue condecorada con la Orden Vasco Núñez de Balboa, el más grande de los galardones que se pueden recibir en Panamá.
Tras su fallecimiento, el Consejo Municipal Penonomé acordó declarar el 27 de septiembre el Día de la Tamborera Penonomeña, para honrar la memoria de la cantautora Gladys de la Lastra, por su contribución a este género musical, desde el 2013 dedicado exclusivamente a la tamborera el 27 de septiembre.

## Premios y reconocimientos
- Medalla de Oro y Pergamino de Mérito como Hija Dilecta de Penonomé. 1960.
- Medalla de Oro y Pergamino de Honor (Consejo Municipal de Aguadulce).1960.
- Premiada con el trofeo Anayansi de PISA ~ Publicidad Interamericana. 1961.
- Bandeja de Plata: Escuela Juan B. Sosa (como Educadora y Compositora Musical).
- Llave de la Ciudad y Pergamino por el Consejo Municipal de Panamá, por Panamá Soberana.
- Primer Premio en el Festival de la Canción Turística del Mediterráneo y América Latina celebrado en Estoril (Portugal) con la tamborera Tengo, tengo, siendo premiada con "La carabela de Oro" (feb. 1981)
- Orden Belisario Porras en el Grado de Comendador y Pergamino. 1981.
- Orden Vasco Núñez de Balboa en 2005.

## Composiciones
- Los acuáticos del Zaratí
- Panamá soberana
- La leyenda del Zaratí
- Tengo tengo

- Romance salinero
- Sí al Tratado
- Bolívar héroe americano
- Portobelo
- Ya entramos a la Zona del Canal
- Sueños de verano
- Soberanía
- Chiriquí Grande
- Mi Penonomé
- Jesús pan de vida
- No olvides cristiano, la Iglesia eres tú
- A Santa Ana
- Victoriano Lorenzo
- El proyecto del Bayano
- Ingenio La Victoria
- La guerra del banano
- ¿Gobernador de qué?
- A todas las madres
- Himno del Instituto Panameño de Habilitación Especial
- La Angostura
- Tamborera a Don Bosco